# Robby Foldvari
Robert „Robby“ Foldvari (* 2. Juni 1960 in Melbourne) ist ein ehemaliger australischer Snooker- und English-Billiards-Spieler, der zum einen zwischen 1985 und 1997 dreizehn Jahre als professioneller Snookerspieler verbrachte, in dieser Zeit mit dem ersten WPBSA Non-Ranking 1989 ein professionelles Snookerturnier gewann und später, im Jahr 2006, zudem australischer Meister wurde und zum anderen 1986 Weltmeister im English Billiards wurde und 1998 diesen Erfolg auch auf Amateurebene wiederholen konnte.

## Karriere
Foldvari, Sohn eines aus Ungarn stammenden Möbelbauers, begann im Alter von zehn Jahren mit dem Spiel Bagatelle und begann schließlich ein Jahr später mit dem Snookerspielen, erst auf einem von seinem Vater gebauten kleinen Snookertisch und später auf größeren Tischen in der Garage seiner Familie. Nachdem er wegen gesundheitlicher Einschränkungen mit dem Spielen von Australian Football aufhören musste, trainierte Foldvari schließlich bis zu sieben Stunden täglich und wurde zudem von Edward James O’Donoghue unterstützt. Foldvari machte 1980 an der Monash University seinen Bachelor of Economics und arbeitete im Anschluss daran als Buchhalter bei der BHP Group. Allerdings gewann er 1982 und 1983 die australische English-Billiards-Meisterschaft und zog 1983 zudem ins Viertelfinale der australischen Snooker-Meisterschaft ein, woraufhin er 1983 seinen Job kündigte und mithilfe der Unterstützung von Eddie Charlton im Juni 1984 Profispieler wurde.

### Erste Profijahre
Foldvaris erste Profisaison enthielt für den Australier vor allem frühe Niederlagen in der Qualifikation oder in der Runde der letzten 64, zumeist die erste Hauptrunde. Sein bestes Saisonergebnis stellte neben einer Viertelfinalteilnahme am Non-ranking-Turnier Australian Professional Championship eine Teilnahme an der Runde der letzten 32 beim Classic dar. Dennoch wurde er auf der Weltrangliste mit Rang 62 auf Foldvaris höchsten Weltranglistenplatz seiner Karriere geführt.
Auch in der folgenden Saison schied Foldvari vor allem in den Qualifikationsrunden oder in der Runde der letzten 64 aus. Erneut erreichte er das Viertelfinale der Australian Professional Championship sowie zusätzlich die finale Qualifikationsrunde der Snookerweltmeisterschaft, in der gegen John Parrott verlor. In der Saison 1986/87, während der er somit auf Rang 69 geführt war, verlief für ihn mit ebenso, wobei er erstmals das Halbfinale der Australian Professional Championship erreichte, davon abgesehen aber nicht über die Runde der letzten 64 heraus kam. Dies bedeutete auf der Weltrangliste ein Abrutschten auf Rang 79. Zudem konnte er 1986 als erst zweiter Australier nach Walter Lindrum mit einem 3:1-Sieg über Norman Dagley die English-Billiards-Weltmeisterschaft gewinnen. Daraufhin wurde Foldvari in die engere Auswahl bei der Wahl zum Sportler des Jahres genommen, unterlag aber Pat Cash. Auch 1987 erreichte er das Finale des Turnieres, unterlag aber mit 1:3 ebenjenem Norman Dagley. Im Anschluss daran verstärkte Foldvari jedoch nach eigener Aussage sein Engagement für den Snookersport, was auch daran lag, dass English Billiards im Gegensatz zum Snooker der 1980er-Jahre eine brotlose Kunst war.

### Erfolgsjahre
Wie auch schon in den vorherigen Saisons schied Foldvari in der Saison 1987/88 mit jeweils zwei Niederlagen in der Runde der letzten 64 oder in der Qualifikation häufig früh aus, erreichte aber davon abgesehen das Viertelfinale des Einladungsturniers Australian Masters sowie das Halbfinale der Australian Professional Championship; hinsichtlich der Ranglistenturniere dagegen die finale Qualifikationsrunde der Snookerweltmeisterschaft und die Runde der letzten 32 der International Open. Auf der Weltrangliste verbesserte er sich somit um dreizehn Plätze auf Rang 66.
In der nächsten Saison verschlechterte sich Foldvaris Form allerdings deutlich, als er bei keinem einzigen Ranglistenturnier über die Runde der letzten 64 herauskam, die er zudem lediglich in zwei Fällen überhaupt erreichte. Auch hinsichtlich weiterer Non-ranking-Turniere konnte Foldvari in großen Teilen keine guten Ergebnisse erzielen, doch kurz nach dem Beginn der Saison hatte er mittels eines 8:4-Siegs über Warren King erstmals das Finale der Australian Professional Championship erreicht, in dessen letzter Auflage er sich jedoch mit 7:9 John Campbell geschlagen geben musste. Auf der Weltrangliste verschlechterte er sich infolgedessen dennoch um elf Plätze.
Auch in der Saison 1989/90 schied Foldvari primär in der Qualifikation und erreichte erneut nur zwei Mal die Runde der letzten 64, wo er ebenso jeweils ausschied. Allerdings gelang ihm in Hinsicht auf das einzige Non-ranking-Turnier der Saison, an dem er teilnahm, eine Überraschung, als er unter anderem Tony Chappel und David Taylor besiegte und somit das Finale des Turniers erreichte, wo er mit einem 8:1-Sieg über den Waliser Darren Morgan zum einzigen Mal in seiner Karriere ein professionelles Snookerturnier gewann. Dennoch rutschte er auf der Weltrangliste auf Rang 100 ab. Im Jahr 1990 gewann Foldvari zudem die letzte Ausgabe der sowjetischen Snooker-Open.
An Foldvaris Hang zu frühen Niederlage änderte sich auch in der darauffolgenden Saison nichts, als er erneut größtenteils spätestens in der Runde der letzten 64 ausschied. Erneut hatte er bei einem Non-ranking-Turnier, der Benson and Hedges Satellite Championship, etwas mehr Erfolg, als er erst in der Runde der letzten 32 ausschied, während er bei den British Open unter anderem mit Siegen über Cliff Wilson und Neal Foulds das Achtelfinale erreichte und sich in diesem Mike Hallett geschlagen geben musste. Bedingt dadurch verbesserte er sich auf der Weltrangliste deutlich auf Rang 68. Ebenfalls 1991 erreichte Foldvari erneut das Finale der English-Billiards-Weltmeisterschaft, unterlag aber mit 957:1352 dem Engländer Mike Russell. Im gleichen Jahr gewann er als erster Spieler aus Übersee die UK Professional Billiards Championship.

### Letzte Profijahre
Der Prozess der sich nach und nach verschlechternden Form Foldvaris setzte sich in den folgenden Jahren fort. Während er in der 1991/92 noch bei drei Ranglistenturnieren die Runde der letzten 64 erreichte, war dies in der nächsten Saison nur noch bei drei Minor-ranking-Turnieren der Fall. Auch wenn er Snooker-Saison 1993/94 schließlich sowohl beim Grand Prix als auch bei den International Open sowie bei einem Non-ranking-Turnier die Runde der letzten 64 erreichte, war er zum Ende dieser Saison auf der Weltrangliste bis auf Rang 126 abgerutscht.
Schon in der Saison 1994/95 stellte eine Teilnahme an der Runde der letzten 96 der British Open Foldvaris bestes Saisonergebnis dar. Während er in der folgenden Saison ebenjene Runde sowohl bei der UK Championship als auch bei den German Open erreichte, aber auch als australischer Teamkapitän beim World Cup in Erscheinung trat, zog er während der Saison 1996/97 schließlich nur noch beim Grand Prix in diese Runde ein. Abgestürzt auf Weltranglistenplatz 176, beendete Foldvari schließlich mit dem Ende der Saison nach dreizehn Jahren seine professionelles Snookerkarriere.

### Weiteres Leben
Nachdem Foldvari im Anschluss an das Ende seiner Profikarriere zunächst erfolglos an Qualifikationsturnieren und an der australischen Snooker-Meisterschaft teilgenommen hatte, verzeichnete er bereits kurz darauf auch als Amateur einige Erfolge. Noch im gleichen Jahr gewann er die World Matchplay Billiards Championship, woran sich in den folgenden Jahren weitere Siege bei zumeist kleineren Turnieren anschlossen. So erreichte er 1998 das Halbfinale der Australian Open Championship, siegte im selben Jahr mit 1869:1439 über Praprut Chaithanasakun im Finale der Amateurweltmeisterschaft im English Billiards und erreichte im Jahr 2000 das Finale der OBSF Snookerozeanienmeisterschaft, in dem er jedoch mit 1:8 gegen Neil Robertson verlor.
Auch in den folgenden Jahren nahm Foldvari regelmäßig an nationalen und internationalen Turnieren teil und hatte weiterhin regelmäßig auch Erfolg. So zog er 2004 ins Viertelfinale der Amateurweltmeisterschaft ein, bevor er 2006 mit einem 6:3-Sieg über Matthew Bolton erstmals die australische Snooker-Meisterschaft gewann. In den folgenden Jahren gelangen Foldvari zwei Einzüge ins Halbfinale der australischen Snooker-Meisterschaft sowie ein Einzug in dieselbe Runde der Amateurweltmeisterschaft 2008. Zudem gewann er 2008 die Australian Masters Snooker Championship, das Pendant für Senioren zur australischen Snooker-Meisterschaft. Im neuen Jahrzehnt zog sich Foldvari nach und nach zurück und nahm schließlich lediglich ohne größeren Erfolg an der australischen und ozeanischen Meisterschaft teil. Zudem trat er ab 2011 als Snookerkommentator auf Fox Sport in Erscheinung. Daraufhin konzentrierte Foldvari sich auf Poolbillard und gewann verschiedene nationale Turniere. Bei den World Games 2013 wurde er sogar zur Teilnahme am 9-Ball-Wettbewerb der Herren nominiert, er verlor jedoch bereits sein Auftaktspiel. Im Jahr 2019 kehrte er kurzzeitig zurück, als er im Rahmen der in seiner Heimatstadt Melbourne ausgetragenen English-Billiards-Weltmeisterschaft als „Botschafter des Turnieres“ fungierte.
Foldvari ist zudem ein von der World Professional Billiards & Snooker Association offiziell anerkannter Snookertrainer und war in den 1990er-Jahren als Nationaltrainer von Singapur und der Volksrepublik China sowie später – laut eigener Angabe – als Trainer von Vinnie Calabrese tätig. Zudem ist er Vater zweier Kinder.

## Spielweise
Foldvari gehörte während seiner aktiven Zeit zu den methodischsten Spielern.

## Erfolge (Auswahl)
| Ausgang                    | Jahr   | Turnier                                      | Finalgegner             | Ergebnis  |
| -------------------------- | ------ | -------------------------------------------- | ----------------------- | --------- |
| Snookerturniere            |        |                                              |                         |           |
| Zweiter                    | 1988   | Australian Professional Championship         | John Campbell           | 7:9       |
| Sieger                     | 1989/1 | WPBSA Non-Ranking                            | Darren Morgan           | 8:1       |
| Zweiter                    | 2000   | OBSF Snookerozeanienmeisterschaft            | Neil Robertson          | 1:8       |
| Sieger                     | 2006   | Australische Snooker-Meisterschaft           | Matthew Bolton          | 6:3       |
| Sieger                     | 2008   | Australian Masters Snooker Championship      | Joe Minici              | unbekannt |
| English-Billiards-Turniere |        |                                              |                         |           |
| Sieger                     | 1982   | Australische English-Billiards-Meisterschaft | George Ganim            | unbekannt |
| Sieger                     | 1983   | Australische English-Billiards-Meisterschaft | Harold Roberts-Thompson | unbekannt |
| Sieger                     | 1986   | English-Billiards-Weltmeisterschaft          | Norman Dagley           | 3:1       |
| Zweiter                    | 1987   | English-Billiards-Weltmeisterschaft          | Norman Dagley           | 1:3       |
| Zweiter                    | 1991   | English-Billiards-Weltmeisterschaft          | Mike Russell            | 957:1352  |
| Sieger                     | 1991   | UK Professional Billiards Championship       | unbekannt               | unbekannt |
| Sieger                     | 1997   | World Matchplay Billiards Championship       | unbekannt               | unbekannt |
| Sieger                     | 1998   | IBSF World Billiards Championship            | Praprut Chaithanasakun  | 1869:1439 |